# Elevator (Eminem)
Elevator è un singolo del rapper Eminem, pubblicato il 3 dicembre 2009 come primo estratto dalla riedizione del sesto album in studio Relapse.